# Баранова Надія Андріївна
Наді́я Андрі́ївна Бара́нова (нар. 5 липня 1983, Чернігів, СРСР) — українська футболістка, воротар. Відома перш за все завдяки виступам у складі жіночої збірної України, а також низці російських та українських клубів. Учасниця чемпіонату Європи з футболу серед жінок (2009). Найкраща футболістка України (2008). Майстер спорту України.

## Життєпис
Надія Баранова народилася у спортивній сім'ї. В дитинстві займалася плаванням, а у футбол прийшла за порадою батька, що був шанувальником цього виду спорту. Першим тренером дівчини став Сергій Умен.
2003 року у складі «Спартака-Фортуни» (Чернігів) виграла Кубок України з футзалу. 

## Досягнення
Командні трофеї
- Чемпіонка України (4): 2000, 2001, 2002, 2005
- Срібна призерка чемпіонату України (3): 2003, 2004, 2006
- Володарка Кубка України (3): 2001, 2002, 2005
- Фіналістка Кубка України (3): 2003, 2004, 2006
- Чемпіонка Росії (3): 2007, 2008, 2009
- Бронзова призерка чемпіонату Росії (1): 2010
- Володарка Кубка Росії (2): 2007, 2011/12
- Фіналістка Кубка Росії (2): 2008, 2009

Індивідуальні відзнаки
- Майстер спорту України
- Найкраща футболістка України (2008)